# Le Convoi (film, 2016)
Pour les articles homonymes, voir Le Convoi.
Pour plus de détails, voir Fiche technique et Distribution.
Le Convoi est un film à suspense français réalisé par Frédéric Schoendoerffer et sorti en 2016.

## Synopsis
Organisés en go fast, sept hommes, répartis dans quatre voitures, convoient une tonne quatre cents de résine de cannabis au départ de Malaga dans le Sud de l’Espagne. Direction Creil en banlieue parisienne. Mais pour Alex, Yacine, Majid et les autres, ce qui aurait dû être un convoi ordinaire va devenir un convoi fatal. Sept hommes mais très vite une femme aussi, Nadia, une jeune touriste française qui remonte d’un voyage au Maroc, embarquée malgré elle dans l’aventure parce qu’elle était au mauvais endroit au mauvais moment. Une plongée au cœur du trafic, le temps d’une journée, avec les hommes qui en vivent.

## Fiche technique
- Titre : Le Convoi
- Réalisation : Frédéric Schoendoerffer
- Scénario : Frédéric Schoendoerffer et Yann Brion
- Musique : Thibault Quillet
- Montage : Sophie Fourdrinoy
- Photographie : Vincent Gallot
- Costumes : Claire Lacaze
- Régisseur général : Frédéric Sobczak
- Régisseurs adjoints : Gregory Dauman et Nicolas Beaussieu
- Décors : Malaga (Espagne) / A43 dont point urgence (Grenoble / Saint-Martin-d'Hères / Montmélian)
- Véhicules utilisé:  Audi S8 II génération / Volkswagen Phaeton / Porsche Cayenne Turbo / Chrysler 300C
- Producteur : Éric Névé
- Production : Orange Studio et Cinéfrance 1888
- Distribution : Paramount Pictures, Indie Sales et Orange Studio
- Pays d'origine :  France
- Durée : 102 minutes
- Genre : thriller
- Dates de sortie :
  -  France : 20 janvier 2016
- Interdit aux moins de 12 ans

## Distribution
- Benoît Magimel : Alex
- Reem Kherici : Nadia
- Tewfik Jallab : Imad
- Madi Belem : Elyes
- Amir El Kacem : Yacine
- Léon Garel : Rémi
- Sofian Khammes : Réda
- Foëd Amara : Majid
- Alain Figlarz : Omar
- Rashid Debbouze